# Municipio de Campbell No. 2C
El municipio de Campbell No. 2C (en inglés: Campbell No. 2C Township) es un municipio ubicado en el condado de Greene en el estado estadounidense de Misuri. En el año 2010 tenía una población de 2183 habitantes y una densidad poblacional de 1216,25 personas por km².

## Geografía
El municipio de Campbell n.º 2C se encuentra ubicado en las coordenadas 37°10′0″N 93°21′4″O / 37.16667, -93.35111. Según la Oficina del Censo de los Estados Unidos, el municipio tiene una superficie total de 1.79 km², de la cual 1,79 km² corresponden a tierra firme y (0.14 %) 0 km² es agua.

## Demografía
Según el censo de 2010, había 2183 personas residiendo en el municipio de Campbell n.º 2C. La densidad de población era de 1216,25 hab./km². De los 2183 habitantes, el municipio de Campbell n.º 2C estaba compuesto por el 94,09 % blancos, el 2,47 % eran afroamericanos, el 0,64 % eran amerindios, el 1,1 % eran asiáticos, el 0,37 % eran de otras razas y el 1,33 % eran de una mezcla de razas. Del total de la población el 2,24 % eran hispanos o latinos de cualquier raza.